# Otago Witness
Der The Otago Witness war eine wöchentlich erscheinende Zeitung für die Provinz Otago mit Sitz in Dunedin, Neuseeland.

## Geschichte
Die Zeitung erschien erstmals am 8. Februar 1851 in einer Samstagsausgabe und war zunächst auf eine 14-tägliche Erscheinungsweise mit vier Seiten eingestellt. Ihre Gründer waren seinerzeit Kapitän William Cargill und der Pfarrer Thomas Burns, beide Gründer der Stadt Dunedin, und die Herren, A. J. Burns, J. Cargill, W. H. Cutten, J. R. Johnston, John Jones, J. Macandrew, Edward M'Glashan, W. H. Reynolds und W. H. Valpy. Doch bereits im August des Jahres stellte man die Zeitung auf wöchentliches Erscheinen um. Der Name der Zeitung wurde dem Edinburgh Witness aus der Heimat entlehnt.
Die Anzahl der Herausgeber erwies sich als unpraktisch und so wurde die Funktion W. H. Cutten übertragen, dem die Zeitung dann zum Ende des Jahres 1952 gänzlich verantwortet wurde. Doch sein Engagement in der Nationalversammlung machten ständig Vertretungen notwendig, was sich als hinderlich für die redaktionelle Entwicklung des Blattes herausstellte. So wurde die Redaktion im Jahr 1861 Julius Vogel überantwortet, der im gleichen Jahr schon die Otago Daily Times gegründet hatte. Später wechselten die Redaktionsleitungen und die Herausgeberschaft noch drei weitere Male.
Noch im Jahr 1855 brachte es die Zeitung nur auf eine Auflage von 210 Exemplaren und konnte ihre Kosten durch die Erlöse nicht decken. Doch mit dem Beginn des Goldrausch in Otago gab man eine Extraausgaben für die Goldfelder heraus und da Dunedin für ein paar Jahre das Zentrum des Goldhandels wurde und eine Zulieferfunktion für die Goldgräber übernahm und rapide wuchs, stieg die Auflage der Zeitung im Jahr 1864 auf rund 4500 Exemplare pro Woche.
Der Otago Witness, wenn er auch zu Anfang William Cargill dazu diente, politische Gegner zu verunglimpfen, entwickelte sich später zu einer – wenn auch konservativ geprägten – Plattform, in der neuseeländische Schriftsteller ihre Gedichte und Kurzgeschichten veröffentlicht konnten.
Die 1877 gegründete Firma, unter der dann gemeinsam die Otago Daily Times und der Otago Witness erschienen, entschied schließlich im Jahr 1932 den Witness aufgrund geänderten marktwirtschaftlichen Verhältnissen einzustellen. Die letzte Ausgabe erschien am 28. August 1932.